# Armaan Jain

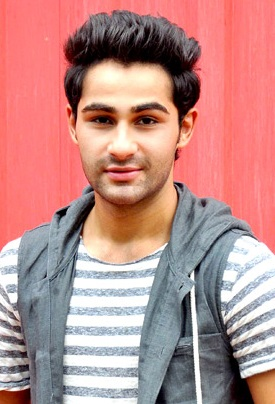
Armaan Jain

Armaan Jain (* 1990 oder 1991) ist ein indischer Schauspieler. Er ist der Enkel von Raj Kapoor.

## Karriere
Jain begann seine Karriere als Regieassistent bei My Name Is Khan im Jahr 2010, anschließend assistierte er noch bei Student of the Year und Ek Main Aur Ekk Tu – Hochzeit mit Folgen. Als Schauspieler debütierte er in Lekar Hum Deewana Dil. Der Film wurde am 4. Juli 2014 veröffentlicht.

## Filmografie (Auswahl)
- 2014: Lekar Hum Deewana Dil